# Deutscher Sport-Club Wanne-Eickel 1978-1979
Questa voce raccoglie le informazioni riguardanti il DSC Wanne-Eickel nelle competizioni ufficiali della stagione 1978-1979.

## Stagione
Nella stagione 1978-1979 il Wanne-Eickel, allenato da Günter Luttrop, concluse il campionato di 2. Bundesliga al 13º posto. In Coppa di Germania il Wanne-Eickel fu eliminato al secondo turno dal Bochum.

## Rosa
| N. |                     | Ruolo | Calciatore         |
| -- | ------------------- | ----- | ------------------ |
|    | Germania (bandiera) | P     | Reinhard Biermann  |
|    | Germania (bandiera) | P     | Dietmar Wiese      |
|    | Germania (bandiera) | D     | Günter Gehlisch    |
|    | Germania (bandiera) | D     | Norbert Höhmann    |
|    | Germania (bandiera) | D     | Henning Keese      |
|    | Germania (bandiera) | D     | Heinz Steinhoff    |
|    | Germania (bandiera) | D     | Peter Wieczorek    |
|    | Germania (bandiera) | D     | Klaus Wischniewski |
|    | Germania (bandiera) | C     | Lothar Franken     |
|    | Germania (bandiera) | C     | Jürgen Mauthe      |

| N. |                     | Ruolo | Calciatore           |
| -- | ------------------- | ----- | -------------------- |
|    | Germania (bandiera) | C     | Hans-Jürgen Oehler   |
|    | Germania (bandiera) | C     | Ingo Peter           |
|    | Germania (bandiera) | A     | Eckehard Eigenwillig |
|    | Germania (bandiera) | A     | Roland Kosien        |
|    | Germania (bandiera) | A     | Hans-Jürgen Kuchta   |
|    | Germania (bandiera) | A     | Peter Leske          |
|    | Germania (bandiera) | A     | Norbert Lücke        |
|    | Germania (bandiera) | A     | Ralf Regenbogen      |
|    | Germania (bandiera) | A     | Norbert Rothe        |

## Organigramma societario
Area tecnica
- Allenatore: Günter Luttrop
- Allenatore in seconda:
- Preparatore dei portieri:
- Preparatori atletici:

## Calciomercato

### Sessione estiva
| Acquisti | Acquisti           | Acquisti  | Acquisti |
| R.       | Nome               | da        | Modalità |
| -------- | ------------------ | --------- | -------- |
| D        | Henning Keese      | Göttingen |          |
| D        | Klaus Wischniewski | Bochum    |          |

| Cessioni | Cessioni | Cessioni | Cessioni |
| R.       | Nome     | a        | Modalità |
| -------- | -------- | -------- | -------- |

### Sessione invernale
| Acquisti | Acquisti | Acquisti | Acquisti |
| R.       | Nome     | da       | Modalità |
| -------- | -------- | -------- | -------- |

| Cessioni | Cessioni | Cessioni | Cessioni |
| R.       | Nome     | a        | Modalità |
| -------- | -------- | -------- | -------- |

## Risultati

### 2. Bundesliga

#### Girone di andata
| Arbitro: | Barnick |

|                                                        |           |                                   |
| Rieländer 34’ Schatzschneider 50’ Anders 72’ Kulik 82’ | Marcatori | 45’ (rig.) Peter 67’ Wischniewski |

| Arbitro: | Burgers |

|                      |           |             |
| Lücke 44’ Mauthe 52’ | Marcatori | 35’ Jürgens |

| Arbitro: | Ahlenfelder |

|                        |           |                     |
| Stradt 19’, 34’ (rig.) | Marcatori | 9’ Lücke 14’ Kosien |

| Arbitro: | Prinz |

|          |           |             |
| Lücke 6’ | Marcatori | 39’ Lüttges |

| Arbitro: | Mölm |

|  |           |                                                  |
|  | Marcatori | 14’ (rig.) Kosien 38’ Eigenwillig 67’, 77’ Lücke |

| Arbitro: | Broska |

|                 |           |                                |
| Kosien 27’, 52’ | Marcatori | 46’ Wloka 48’ Drews 82’ Hammes |

| Arbitro: | Wippker |

|  |           |                 |
|  | Marcatori | 66’, 88’ Mauthe |

| Arbitro: | Pauly |

|                      |           |           |
| Kosien 48’ Lücke 77’ | Marcatori | 56’ Graul |

| Arbitro: | Weber |

|                                          |           |            |
| Brücken 6’, 80’ Gelsdorf 40’ Hörster 53’ | Marcatori | 77’ Mauthe |

| Arbitro: | Richter |

|                                    |           |                                |
| Keese 22’, 49’ Lücke 42’, 61’, 89’ | Marcatori | 37’ Wallek 40’ (rig.) Behrends |

| Arbitro: | Zittrich |

|                         |           |           |
| Haltenhof 55’, 67’, 76’ | Marcatori | 51’ Lücke |

| Arbitro: | Malbranc |

|                                                   |           |                   |
| Kosien 36’ (rig.), 62’ Mauthe 41’ Eigenwillig 89’ | Marcatori | 82’ (rig.) Schock |

| Arbitro: | Prinz |

|                                     |           |  |
| Berghaus 14’ Hayduk 60’ Spincke 68’ | Marcatori |  |

| Arbitro: | Brückner |

|          |           |                        |
| Rothe 9’ | Marcatori | 5’ Feilzer 30’ Neumann |

| Arbitro: | Gathmann |

|                    |           |            |
| Czizewski 40’, 80’ | Marcatori | 30’ Kosien |

| Arbitro: | Osmers |

|                      |           |                        |
| Mauthe 11’ Leske 17’ | Marcatori | 53’ Hansen 81’ Ziegert |

| Arbitro: | Wippker |

|                             |           |  |
| Wischniewski 71’ Kosien 78’ | Marcatori |  |

| Arbitro: | Gabor |

|                          |           |           |
| Meininger 25’ Bartel 90’ | Marcatori | 75’ Lücke |

| Arbitro: | Rieb |

|                      |           |                            |
| Kosien 6’ Mauthe 90’ | Marcatori | 56’ Bachorz 79’ Offermanns |

#### Girone di ritorno
| Arbitro: | Kindervater |

|                   |           |                      |
| Kosien 68’ (rig.) | Marcatori | 88’ (rig.) Rieländer |

| Arbitro: | Kornrumpf |

|             |           |  |
| Jürgens 49’ | Marcatori |  |

| Arbitro: | Hennig |

|                |           |            |
| Eigenwillig 4’ | Marcatori | 60’ Stradt |

| Arbitro: | Topolewski |

|                  |           |           |
| Mostert 24’, 85’ | Marcatori | 52’ Lücke |

| Arbitro: | Redelfs |

|                                      |           |                       |
| Eigenwillig 53’, 83’ Mauthe 57’, 87’ | Marcatori | 30’ Liedtke 48’ Leder |

| Arbitro: | Waltert |

|                          |           |                           |
| Kunkel 26’ Schaffeld 68’ | Marcatori | 51’ Lücke 73’ Eigenwillig |

| Arbitro: | Kohnen |

|           |           |              |
| Keese 72’ | Marcatori | 70’ Fritsche |

| Arbitro: | Retzmann |

|                                                     |           |  |
| Mödrath 18’, 63’ Nielsen 57’ Goll 67’ Stegmayer 88’ | Marcatori |  |

| Arbitro: | Brückner |

|           |           |                                |
| Peter 58’ | Marcatori | 18’ (rig.) Bruckmann 74’ Szech |

| Arbitro: | Heymann |

|                      |           |            |
| Wieczorek 67’ (aut.) | Marcatori | 37’ Mauthe |

| Arbitro: | Horstmann |

|                |           |               |
| Regenbogen 87’ | Marcatori | 84’ Jochimiak |

| Arbitro: | Mölm |

|                                        |           |                                     |
| Wagner 41’ Schäfer 69’ Schock 70’, 83’ | Marcatori | 3’, 19’ Wischniewski 4’ Eigenwillig |

| Herne (Germania) 21 aprile 1979 32ª giornata | Wanne-Eickel | 0 – 0 referto | Wuppertal | Sportpark Wanne-Süd (2 000 spett.)\| Arbitro: \| Eschweiler \| |
| Arbitro:                                     | Eschweiler   |               |           |                                                                |

| Arbitro: | Lins |

|                            |           |                  |
| Hieronymus 10’ Neumann 35’ | Marcatori | 53’ Wischniewski |

| Arbitro: | Hennig |

|                      |           |           |
| Mauthe 45’ Lücke 49’ | Marcatori | 56’ Klein |

| Arbitro: | Barnick |

|                |           |            |
| Hochheimer 40’ | Marcatori | 28’ Oehler |

| Arbitro: | Rieb |

|            |           |           |
| Krüger 72’ | Marcatori | 34’ Peter |

| Arbitro: | Assenmacher |

|                               |           |               |
| Kosien 3’ Lücke 25’ Peter 43’ | Marcatori | 87’ Meininger |

| Arbitro: | Wahmann |

|                     |           |                                          |
| Goscianiak 37’, 71’ | Marcatori | 41’, 50’, 70’ Peter 65’ Mauthe 83’ Leske |

### Coppa di Germania
| Arbitro: | Heymann |

|                           |           |             |
| Kosien 56’ Regenbogen 88’ | Marcatori | 51’ Jüllich |

| Arbitro: | Assenmacher |

|                                      |           |                        |
| Oswald 84’ Bast 113’, 114’ Abel 118’ | Marcatori | 16’ Kosien 105’ Mauthe |

## Statistiche

### Statistiche di squadra
| Competizione      | Punti | In casa | In casa | In casa | In casa | In casa | In casa | In trasferta | In trasferta | In trasferta | In trasferta | In trasferta | In trasferta | Totale | Totale | Totale | Totale | Totale | Totale | DR |
| Competizione      | Punti | G       | V       | N       | P       | Gf      | Gs      | G            | V            | N            | P            | Gf           | Gs           | G      | V      | N      | P      | Gf     | Gs     | DR |
| ----------------- | ----- | ------- | ------- | ------- | ------- | ------- | ------- | ------------ | ------------ | ------------ | ------------ | ------------ | ------------ | ------ | ------ | ------ | ------ | ------ | ------ | -- |
| 2. Bundesliga     | 35    | 19      | 8       | 8       | 3       | 37      | 25      | 19           | 3            | 5            | 11           | 29           | 41           | 38     | 11     | 13     | 14     | 66     | 66     | 0  |
| Coppa di Germania | -     | 1       | 1       | 0       | 0       | 2       | 1       | 1            | 0            | 0            | 1            | 2            | 4            | 2      | 1      | 0      | 1      | 4      | 5      | -1 |
| Totale            | 35    | 20      | 9       | 8       | 3       | 39      | 26      | 20           | 3            | 5            | 12           | 31           | 45           | 40     | 12     | 13     | 15     | 70     | 71     | -1 |

### Andamento in campionato
| Giornata  | 1  | 2  | 3  | 4 | 5 | 6 | 7 | 8 | 9 | 10 | 11 | 12 | 13 | 14 | 15 | 16 | 17 | 18 | 19 | 20 | 21 | 22 | 23 | 24 | 25 | 26 | 27 | 28 | 29 | 30 | 31 | 32 | 33 | 34 | 35 | 36 | 37 | 38 |
| --------- | -- | -- | -- | - | - | - | - | - | - | -- | -- | -- | -- | -- | -- | -- | -- | -- | -- | -- | -- | -- | -- | -- | -- | -- | -- | -- | -- | -- | -- | -- | -- | -- | -- | -- | -- | -- |
| Luogo     | T  | C  | T  | C | T | C | T | C | T | C  | T  | C  | T  | C  | T  | C  | C  | T  | C  | C  | T  | C  | T  | C  | T  | C  | T  | C  | T  | C  | T  | C  | T  | C  | T  | T  | C  | T  |
| Risultato | P  | V  | N  | N | V | P | V | V | P | V  | P  | V  | P  | P  | P  | N  | V  | P  | N  | N  | P  | N  | P  | V  | N  | N  | P  | P  | N  | N  | P  | N  | P  | V  | N  | N  | V  | V  |
| Posizione | 14 | 11 | 11 | 9 | 4 | 9 | 4 | 5 | 6 | 5  | 7  | 4  | 6  | 8  | 10 | 10 | 7  | 9  | 9  | 11 | 11 | 12 | 14 | 11 | 10 | 11 | 12 | 14 | 15 | 13 | 16 | 15 | 16 | 15 | 15 | 15 | 15 | 13 |

Legenda:

Luogo: C = Casa; T = Trasferta. Risultato: V = Vittoria; N = Pareggio; P = Sconfitta.

### Statistiche dei giocatori
| Giocatore       | 2. Bundesliga | 2. Bundesliga | 2. Bundesliga | 2. Bundesliga | Coppa di Germania | Coppa di Germania | Coppa di Germania | Coppa di Germania | Totale   | Totale | Totale      | Totale     |
| Giocatore       | Presenze      | Reti          | Ammonizioni   | Espulsioni    | Presenze          | Reti              | Ammonizioni       | Espulsioni        | Presenze | Reti   | Ammonizioni | Espulsioni |
| --------------- | ------------- | ------------- | ------------- | ------------- | ----------------- | ----------------- | ----------------- | ----------------- | -------- | ------ | ----------- | ---------- |
| R. Biermann     | 18            | 0             | 0             | 0             | 1                 | 0                 | 0                 | 0                 | 19       | 0      | 0           | 0          |
| E. Eigenwillig  | 33            | 7             | 2             | 0             | 2                 | 0                 | 0                 | 0                 | 35       | 7      | 2           | 0          |
| L. Franken      | 9             | 0             | 0             | 0             | 1                 | 0                 | 0                 | 0                 | 10       | 0      | 0           | 0          |
| G. Gehlisch     | 0             | 0             | 0             | 0             | 0                 | 0                 | 0                 | 0                 | 0        | 0      | 0           | 0          |
| N. Höhmann      | 21            | 0             | 1             | 0             | 1                 | 0                 | 0                 | 0                 | 22       | 0      | 1           | 0          |
| H. Keese        | 34            | 3             | 5             | 0             | 2                 | 0                 | 0                 | 0                 | 36       | 3      | 5           | 0          |
| R. Kosien       | 38            | 12            | 1             | 0             | 2                 | 2                 | 0                 | 0                 | 40       | 14     | 1           | 0          |
| H. Kuchta       | 15            | 0             | 1             | 0             | 0                 | 0                 | 0                 | 0                 | 15       | 0      | 1           | 0          |
| P. Leske        | 16            | 2             | 1             | 0             | 0                 | 0                 | 0                 | 0                 | 16       | 2      | 1           | 0          |
| N. Lücke        | 29            | 15            | 6             | 0             | 2                 | 0                 | 0                 | 0                 | 31       | 15     | 6           | 0          |
| J. Mauthe       | 37            | 12            | 4             | 2             | 2                 | 1                 | 0                 | 0                 | 39       | 13     | 4           | 2          |
| H. Oehler       | 37            | 1             | 4             | 0             | 2                 | 0                 | 0                 | 0                 | 39       | 1      | 4           | 0          |
| I. Peter        | 38            | 7             | 10            | 0             | 2                 | 0                 | 0                 | 0                 | 40       | 7      | 10          | 0          |
| R. Regenbogen   | 13            | 1             | 1             | 0             | 2                 | 1                 | 0                 | 0                 | 15       | 2      | 1           | 0          |
| N. Rothe        | 21            | 1             | 4             | 0             | 1                 | 0                 | 0                 | 0                 | 22       | 1      | 4           | 0          |
| H. Steinhoff    | 30            | 0             | 0             | 0             | 1                 | 0                 | 0                 | 0                 | 31       | 0      | 0           | 0          |
| P. Wieczorek    | 37            | 0             | 4             | 0             | 2                 | 0                 | 0                 | 0                 | 39       | 0      | 4           | 0          |
| D. Wiese        | 23            | 0             | 1             | 0             | 1                 | 0                 | 0                 | 0                 | 24       | 0      | 1           | 0          |
| K. Wischniewski | 37            | 5             | 0             | 0             | 2                 | 0                 | 0                 | 0                 | 39       | 5      | 0           | 0          |